# 豌豆1
豌豆1是位於飛馬座的球狀星團M15內的行星狀星雲，距離地球33,600光年。它於1928年被弗朗西斯·格拉德海姆·皮斯（Francis Gladheim Pease）發現，它是人類在球狀星團內發現的第一個行星狀星雲，而迄今也只發現4個（在其它星團）。它的視星等是+15.5，因此至少需要300-（12-英寸）口徑的望遠鏡才能檢測。

## 外部連結
- Pease 1: Planetary Nebula in Messier 15, SEDS Messier pages（页面存档备份，存于）